# Quorum des Douze
Le Quorum des Douze est une institution politique fictive des Douze Colonies, dans l'univers des séries Galactica et Battlestar Galactica.

## Galactica (1978)
Dans Galactica, le Quorum des Douze est le gouvernement des Douze Colonies de Kobol, chaque planète envoyant un représentant. Il est présidé par le Président des Colonies, Adar avant sa mort, puis le Commandeur Adama après l'extermination des Colonies par les Cylons. 

## Battlestar Galactica (2003)
Dans Battlestar Galactica, le Quorum des Douze est lui aussi composé d'un délégué de chaque planète, mais il n'est normalement pas le gouvernement des Douze Colonies de Kobol. Il a une fonction d'arbitrage et de dernier recours, tel le conseil de sécurité des Nations unies ou la Cour Suprême des États-Unis dans la réalité bien qu'il soit autorisé à prendre des résolutions par voie de vote ce qui pourrait en faire également un organe parlementaire. Il est aussi une instance de dialogue où les douze planètes peuvent discuter à égalité de problèmes divers. Sa seule fonction concrète en temps normal est d'élire le Président et Vice-Président des Colonies outre les décisions diverses sur qu'il peut prendre par vote des délégués.

### Les membres connus du Quorum sous la première présidence Roslin
- Gaïus Baltar, représentant de Caprica, élu par ailleurs Vice-Président des Colonies par ce même Quorum.
- Tom Zarek, représentant de Sagittaron, élu Vice-Président des Colonies après la victoire de Gaïus Baltar aux élections présidentielles.
- Marshall Bagott, représentant de Virgon,
- Safiya Sanne, représentante de  Picon (ou Léonis),
- Sarah Porter, représentante de Gemenon,
- Robin Wenetu, représentant de Canceron,
- Alexander Asiel, représentant d'Aerelon,
- Miksa Burian, représentant d'Aquaria
- Perah Enyeto, représentant de Tauron
- Elrad Hunt, représentant de Léonis (ou de Picon)
- Eladio Puasha, représentant de Scorpia